# Farias Brito
Pour les articles homonymes, voir Brito.
Farias Brito est une municipalité brésilienne de État du Ceará. En 2015, elle compte 18 861 habitants.

## Source
- (pt) Cet article est partiellement ou en totalité issu de l’article de Wikipédia en portugais intitulé « Farias Brito » (voir la liste des auteurs).